# 山東高速麒麟倶楽部
山東高速麒麟倶楽部（中国語：山东高速麒麟俱乐部、英語：Shandong Hi-Speed Kirin Club）は、中華人民共和国・山東省済南を本拠地とするプロバスケットボールチームである。中国プロバスケットボールリーグ所属。

## 歴史
1998年より山東フレイミングブルズ（山东火牛、Shandong Flaming Bulls）を名乗っていたが、2002年に山東黄金金斯頓公司（山东黄金金斯顿公司と山東省スポーツ局が連携し、山東黄金金斯頓男籃倶楽部設立。
2003-04シーズンより山東獅籃球倶楽部（山东狮篮球俱乐部、山東ライオンズ、Shandong Lions）となる。2003年は済南から離れ煙台（6試合）と東営（5試合）に本拠を移し、さらに2004年に泰安に移動、2005年からは再び済南に戻って現在に至る。
2014年より山東高速グループがスポンサーとなり、山東高速金星籃球倶楽部（山东高速金星篮球俱乐部、山東ゴールデンスターズ、Shandong Golden Stars）に改称。
2018年より山東西王グループにチームの経営権が委譲され、チーム名を山東西王王者籃球倶楽部（山东西王王者篮球俱乐部、山東ヒーローズ、Shandong Heroes）に改称。
2021年9月、山東西王グループが経営から撤退。山東高速グループが再びオーナーとなり、12月にチーム名を山東高速麒麟倶楽部（山东高速麒麟俱乐部）に変更、チームロゴも麒麟に変更された。